# Viver a Vida (minissérie)
Viver a Vida foi uma minissérie brasileira produzida e exibida pela Rede Manchete entre 9 de outubro e 20 de novembro de 1984, em 52 capítulos. Escrita por Manoel Carlos e dirigida por Mário Márcio Bandarra.
Conta com Paulo Castelli, Louise Cardoso, Cláudia Magno, Rubens de Falco, Yara Amaral, Odilon Wagner, Márcia Rodrigues e Osmar Prado nos papéis principais.

## Enredo
Marcelo é um rapaz ambicioso que chega no Rio de Janeiro para vencer na vida e logo se apaixona por Marli, funcionária da empresa alimentícia onde vai trabalhar. Porém ele também conhece Maria Eduarda, a ingênua irmã de Dr. Saboya, dono da empresa, e vê nela a chance de ascensão social. Quando Marli revela estar grávida dele, Marcelo precisa equilibrar as mentiras em prol da vida que sempre sonhou.

## Elenco
| Ator             | Personagem           |
| ---------------- | -------------------- |
| Paulo Castelli   | Marcelo Motta        |
| Louise Cardoso   | Marli Ferreira       |
| Cláudia Magno    | Maria Eduarda Saboya |
| Rubens de Falco  | Dr. Rodolfo Saboya   |
| Yara Amaral      | Germana Saboya       |
| Odilon Wagner    | Fernando Saboya      |
| Márcia Rodrigues | Marília Saboya       |
| Osmar Prado      | Henrique             |
| Diogo Vilela     | Geraldo              |
| Sandra Barsotti  | Denise               |
| Antônio Petrin   | Onofre Ferreira      |
| Agnes Fontoura   | Rosa Ferreira        |
| Élcio Romar      | Chicão               |
| Ricardo Zambelli | Dudu                 |
| César Pezzuoli   | Gil                  |
| Guilherme Osty   | Gastronini           |
| Carlos Capeletti | Raimundo             |
| Lolly Nunes      | Marisa               |
| Rachel Mazz      | Suzi                 |
| Suzana Saldanha  | Anita                |

### Participações especiais
| Ator                 | Personagem    |
| -------------------- | ------------- |
| Antônio Carlos Pires | Cláudio Motta |
| Marlene              | Sílvia Motta  |
| Guilherme Lopes      | Promotor      |